# Wendisch Rietz
Wendisch Rietz település Németországban, azon belül Brandenburgban. Lakosainak száma 1678 fő (2023. december 31.).

## Népesség
A település népességének változása:
| Lakosok száma | 1572 | 1577 | 1642 | 1658 | 1678 |
|               | 2017 | 2019 | 2021 | 2022 | 2023 |